# 特拉博阿
特拉博阿是巴西巴拉那州的一个市镇。总面积320.905平方公里，总人口15041人，人口密度46.9人/平方公里。